# Schwarzer Toyota
Schwarzer Toyota ist ein Lied des österreichischen Rappers Skrt Cobain, in Zusammenarbeit mit Popsänger Mark Forster und Rapper Ski Aggu, aus dem Jahr 2024.

## Entstehung und Artwork
Schwarzer Toyota wurde von den drei Interpreten Skrt Cobain, Mark Forster (Mark Cwiertnia) und Ski Aggu (August Diederich), zusammen mit den Hamburger Koautoren Nils Schultchen (Nilly), geschrieben. Nilly zeichnete zudem für die Abmischung sowie die Produktion verantwortlich. Das Mastering erfolgte unter der Leitung des Berliner Tontechnikers Lex Barkey.
Auf dem Frontcover der Single sind die drei Interpreten sowie ein schwarzer Toyota zu sehen. Während Forster an der geöffneten Fahrertür steht, sitzt Skrt Cobain am Fenster der Beifahrerseite und Ski Aggu mit gesenktem Kopf und ausgestreckten Beinen auf der Motorhaube. Die Fotografie tätigte der in Berlin wirkende Mike Kipper, entstanden ist diese während den Dreharbeiten zum dazugehörigen Musikvideo.

## Veröffentlichung und Promotion
Die Erstveröffentlichung von Schwarzer Toyota erfolgte als Single am 9. Februar 2024. Diese erschien als digitaler Einzeltrack zum Download und Streaming durch die Musiklabels Four Music und November Eleven. Für den Vertrieb war Sony Music zuständig, verlegt wurde es durch Bamboo Artist, Edition November Eleven, Hanseatic Musikverlag, Kookie Diamond und Universal Music Publishing.

## Hintergrund
Ein halbes Jahr vor der Veröffentlichung von Schwarzer Toyota veröffentlichte Ski Aggu den Titel Gensehaut (August 2023), mit der Zeile: „Mark Forster will ein Feature, doch grad passt es nicht“. Diese Zeile wird hierbei aufgegriffen und mit folgenden Zeilen egalisiert: „Mark war kurz mein Gegner. Doch das war nur ein Fehler.“ Im Edeltalk-Podcast von Papaplatte verriet Ski Aggu, dass er damals wirklich nicht gut auf Forster zu sprechen gewesen sei. Kurz vor Erscheinen von Gensehaut seien beide schon in Kontakt gewesen. Ein gemeinsamer Titel stand im Raum, jedoch sei das Ganze nicht so abgelaufen, wie Aggu sich das vorgestellt habe. Der Teil, der ihm von Forster geschickt wurde, sei eher „typisch Mark Forster“ gewesen. Ski Aggu hingegen habe etwas „Witziges“ produzieren wollen – ähnlich, wie es mit Schwarzer Toyota der Fall sei. Daraufhin sei der Kontakt zwischen den beiden abgeflacht, Forster habe jedoch auf TikTok weiter für ein Featuring geworben. Das habe Ski Aggu genervt und dazu veranlasst, den „Seitenhieb“ auf Gensehaut einzubauen. Im Nachhinein bereue Ski Aggu diese Anspielung „ein bisschen“. Einige Monate nach Gensehaut seien sich Aggu und Forster in Berlin auf einer Party erneut über den Weg gelaufen. Dort hätten sie die Wogen zwischen sich geglättet und sich angefreundet.

„Das war richtig korrekt. Er ist auch wirklich ein cooler Typ, also Mark Forster ist wirklich ein richtig cooler Atze eigentlich. Auch wenn er vorher diese Radiomusik gemacht hat.“

Als dann Skrt Cobain und Forster angefangen hätten, ihren gemeinsamen Titel Schwarzer Toyota auf TikTok anzuteasern, sei Ski Aggu ebenfalls gefragt worden, ob er mit auf den Track drauf möchte. Erst habe er Bedenken gehabt, aber der „Full Circle Moment“ zwischen ihm und Forster sei am Ende ausschlaggebend für seine Zusage gewesen.

„Es wäre dieser ‘Full Circle Moment’, wie Mark und ich erst geredet haben wegen Feature, dann war es irgendwie kalt zwischen uns, dann haben wir uns wieder vertragen und jetzt kommen wir wieder zusammen … Und Mark hat da auch mega Bock drauf. Und dann dacht’ ich ‘Ok, ich mach es’.“

## Inhalt
| „Schwarzer Toyota, Gucci-Polo rosa. Sie will nur auf Raves, doch ich tanze nicht zu Goa. Marni-Pullover, der ist nicht vom Flohmarkt. Sie will mit uns häng’n, deshalb steht sie nach der Show da.“ – Refrain, Originalauszug | Der Liedtext zu Schwarzer Toyota ist in deutscher Sprache verfasst. Geschrieben und komponiert wurde das Stück gemeinsam von Skrt Cobain, Mark Forster, Nilly und Ski Aggu. Die Komposition basiert dabei auf einem Sample zu Love Sosa des US-amerikanischen Rappers Chief Keef. Musikalisch bewegt sich das Lied im Bereich des deutschen Hip-Hops, mit Elementen aus dem Drill Rap und Trap. Das Tempo beträgt 140 Schläge pro Minute. Die Tonart ist as-Moll. Inhaltlich werden in dem Lied Themen wie Beziehungen, Materialismus und Sozialer Status aufgegriffen. Aufgebaut ist das Lied auf zwei Strophen und einem Refrain. Es beginnt zunächst mit dem Refrain, der als Vierzeiler geschrieben wurde und durch Skrt Cobain interpretiert wird. Daran schließt sich die erste Strophe an. Diese wird von Mark Forster gerappt und setzt sich aus acht Zeilen zusammen. Es folgt der gleiche Aufbau, nur das die zweite Strophe von Ski Aggu gerappt wird. Nach der zweiten Strophe endet das Lied mit dem dritten Refrain. |

## Musikvideo
Das Musikvideo zu Schwarzer Toyota feierte seine Premiere am 8. Februar 2024 auf YouTube. Dieses zeigt überwiegend Skrt Cobain und Mark Forster, die mit einem schwarzen Toyota unterwegs sind oder vor ebendiesem stehen und das Lied singen. In der zweiten Videohälfte stößt Ski Aggu dazu. Das Video endet mit Forster, der einen Aufkleber mit der Aufschrift „Achtung, dieses Objekt ist Eigentum von Mark Forster“ an eine Betonsäule klebt. Es handelt sich dabei um eine Aktion, die Forster schon länger auf seinen sozialen Kanälen begleitet. Unterstützt wurden sie bei den Dreharbeiten von Paul Aubram, Stefanie Giesinger, Jakob Lundt und Andree Wozny, die allesamt Cameoauftritte im Video haben.
Die Gesamtlänge des Videos beträgt 2:17 Minuten. Regie führte der Münchener Filmemacher Sebastian Schuster. Bis August 2025 zählte das Video über 1,5 Millionen Aufrufe auf der Videoplattform YouTube.

## Mitwirkende
| Liedproduktion - Lex Barkey: Mastering - Skrt Cobain: Komposition, Liedtext, Rap - Mark Cwiertnia (Mark Forster): Komposition, Liedtext, Rap - August Diederich (Ski Aggu): Komposition, Liedtext, Rap - Nils Schultchen (Nilly): Abmischung, Komposition, Liedtext, Musikproduktion Visualisierung - Mike Kipper: Fotografie (Cover) Unternehmen - Bamboo Artist: Musikverlag - Four Music: Musiklabel - Hanseatic Musikverlag: Musikverlag - Kookie Diamond: Musikverlag - November Eleven: Musiklabel, Musikverlag - Sony Music Entertainment: Vertrieb - TwentyOne Film: Filmproduktion - Universal Music Publishing: Musikverlag | Musikvideo (Auswahl) - Paul Aubram: Schauspielende Person - Frederic Blindow: Lichttechnik - Davy Branee: Tongestaltung - Teena Denzinger: Haare, Schminke - Stefanie Giesinger: Schauspielende Person - Yannic Hasse: 2. Kameraassistenz - Philipp Henke: 1. Kameraassistenz - Xandi Kindermann: Ausführende Produktion, Filmproduktion - Jakob Lundt: Schauspielende Person - Hans Przybilla: Beleuchtung - Karl Reuter: Oberbeleuchtung - Sebastian Schuster: Regie - Deniz Schweizer: Filmproduktion-Assistenz - Nick Ulrich: Kreativdirektion - Sebastian Vellrath: Kamera - Andree Wozny: Schauspielende Person - Evin Yeyrek: Haare, Schminke |

## Rezeption

### Rezensionen
Der Rezensent von laut.de ist der Meinung, dass Mark Forster, mit der Unterstützung von Skrt Cobain und Ski Aggu, zur „Image-Verjüngung“ beitragen will. Dabei stellt er sich die Frage, ob denn niemand mehr Schamgefühl habe und einem nichts mehr erspart bliebe. Schwarzer Toyota sei nicht „scheiße“, schlimmer: „Es ist so komplett nondeskript mittelmäßig, wie ein Song nur sein kann“. Der Rezensent beschrieb es als: „Gentrifizierungs-Todesreiter eines ganzen Subgenres“ sowie eine musikalische Pflichtarbeit für eine neue Forster-Image-Kampagne, die die Welt dezidiert nicht bräuchte. Forsters Teil beschrieb er in der Rezension als kurz und sinnlos, den Teil von Ski Aggu als peinlich, alle würden nur noch durch die Gegend rennen und jedes bisschen Hip-Hop-Cred verkaufen, das man noch auftun könne; schamlos an jede Firma und jeden Hanswurst, der ihnen Geld dafür gebe.
Micha Wagner vom Diffus ist wiederum der Meinung, dass das Lied besser sei als gedacht. Ironischerweise übernehme der Gastgeber Skrt Cobain nur die Hook, die sei dafür ordentlich „hittig“. Kurz darauf echoe Mark Forster in derselben, von Chief Keef geborgten Melodie. Solche stumpfen Muddi-Disses („Deine Mama guckt Moma / Da sitz’ ich auf dem Sofa“) aus dem Mund von einem Vorzeige-Popsternchen wie Forster treffe einen Humor, der perfekt zum New-Gen-Deutschrap von Aggu und Cobain passe. Ob es nun bei diesem wahr gewordenen Fiebertraum bleibe oder Forster seine Trap-Trafo fortsetze, bleibe abzuwarten. Wagner hoffe jedoch, dass der japanische Autohersteller dafür ein paar Scheine abgedrückt habe.

### Charts und Chartplatzierungen
Schwarzer Toyota stieg am 16. Februar 2024 auf Rang neun der deutschen Singlecharts ein, in den Midweekcharts der ersten Verkaufswoche belegte es noch Rang sieben. Die Single platzierte sich vier Wochen in den Top 100, eine davon in den Top 10, letztmals platzierte es sich in der Chartwoche vom 8. März 2024 in den Charts. Darüber hinaus belegte das Lied in der gleichen Chartwoche Rang drei der deutschen deutschsprachigen Charts, wo es sich lediglich Lieb mich (Ayliva) und dem Spitzenreiter One Night Stand (Finch, Katja Krasavice & Luca-Dante Spadafora feat. Niklas Dee) geschlagen geben musste. In Österreich stieg das Lied am 20. Februar 2024 auf Rang elf ein, was die beste Platzierung darstellt. Das Lied platzierte sich drei Wochen in den Charts, zuletzt am 5. März 2024. In der Schweiz konnte sich das Lied eine Woche in den Charts platzieren und erreichte dabei Rang 55 am 18. Februar 2024.
Für Forster als Interpret ist dies, inklusive des Charterfolgs mit seinem Musikprojekt Eff, der 23. Charterfolg in Deutschland sowie je der 16. in Österreich und der Schweiz. In seiner Autorentätigkeit erreichte er hiermit bereits zum 27. Mal die deutschen Singlecharts sowie ebenfalls zum 16. Mal die Schweizer Charts und zum 15. Mal in Österreich. In beiden Funktionen ist es sein siebter Top-10-Hit in Deutschland. Ski Aggu erreichte hiermit sowohl als Autor, wie auch als Interpret, je zum 16. Mal die deutschen Singlecharts sowie zum elften Mal die Charts in Österreich und zum zehnten Mal in der Schweiz. Er erreichte ebenfalls zum siebten Mal die Top 10 in Deutschland. Für Skrt Cobain ist Schwarzer Toyota nach Elfbar (November 2022) der zweite Charthit als Autor und Interpret in Deutschland sowie je der erste in Österreich und der Schweiz. Nilly erreichte als Autor und Produzent je zum dritten Mal nach Sommer (Casper feat. Cro/Juli 2023) und Gensehaut (Ski Aggu/September 2023) die Singlecharts aller drei Länder. In Deutschland avancierte es zu seinem zweiten Top-10-Hit, löste dabei Sommer als bestplatzierte Single ab, die seinerzeit Rang zehn erreichte. In Österreich und der Schweiz avancierte es ebenfalls zum bis dato erfolgreichsten Charthit Nillys.